# Junior Eurovision Song Contest 2003
Junior Eurovision Song Contest 2003 byl první ročník pěvecké soutěže Eurovision pro zpěváky od 8 do 15 let. Soutěž se konala v dánské Kodani. Soutěž vyhrál Chorvat Dino Jelušić s písní „Ti si moja prva ljubav“ (Ty jsi moje první láska). Na druhém a třetím místě se umístili Španělsko a Spojené království. Tento rok byl v celé historii Eurovize první, kdy bylo vydáno oficiální hudební album se všemi soutěžními písněmi. Také bylo rozhodnuto, že není důležité, aby příští rok soutěž pořádala vítězná země.

## Výsledky
| Pořadí | Země               | Jazyk        | Interpret          | Píseň                                   | Překlad                 | Místo | Body |
| ------ | ------------------ | ------------ | ------------------ | --------------------------------------- | ----------------------- | ----- | ---- |
| 1      | Řečtina            | Řečtina      | Nikolas Ganopoulos | "Fili gia panta" (Φίλοι για πάντα)      | Přátelé navždy          | 8.    | 53   |
| 2      | Chorvatsko         | Chorvatština | Dino Jelušić       | "Ti si moja prva ljubav"                | Ty jsi moje první láska | 1.    | 134  |
| 3      | Kypr               | Řečtina      | Theodora Rafti     | "Mia efhi" (Μια ευχή)                   | Jedno přání             | 14.   | 16   |
| 4      | Bělorusko          | Běloruština  | Volha Satsiuk      | "Tantsuy" (Танцуй)                      | Tancuj                  | 4.    | 103  |
| 5      | Lotyšsko           | Lotyština    | Dzintars Čīča      | "Tu esi vasarā"                         | Jsi v létě              | 9.    | 37   |
| 6      | Makedonie          | Makedonština | Marija & Viktorija | "Ti me ne poznavaš" (Ти не ме познаваш) | Ti mě nepoznáváš        | 12.   | 19   |
| 7      | Polsko             | Polština     | Kasia Żurawik      | "Coś Mnie Nosi"                         | Něco mě nosí            | 16.   | 3    |
| 8      | Norsko             | Norština     | 2U                 | "Sinnsykt gal forelsket"                | Šílený blázen v lásce   | 13.   | 18   |
| 9      | Španělsko          | Španělština  | Sergio             | "Desde el cielo"                        | Z Nebe                  | 2.    | 125  |
| 10     | Rumunsko           | Rumunština   | BUBU               | "Tobele sunt viaţa mea"                 | Bubny jsou můj život    | 10.   | 35   |
| 11     | Belgie             | Nizozemština | X!NK               | "De vriendschapsband"                   | Přátelské pouto         | 6.    | 73   |
| 12     | Spojené království | Angličtina   | Tom Morley         | "My Song for the World"                 | Moje píseň pro svět     | 3.    | 118  |
| 13     | Dánsko (Pořadatel) | Dánština     | Anne Gadegaard     | "Arabiens Drøm"                         | Arabský Sen             | 5.    | 93   |
| 14     | Švédsko            | Švédština    | The Honeypies      | "Stoppa Mig"                            | Zastav mě               | 15.   | 12   |
| 15     | Malta              | Angličtina   | Sarah Harrison     | "Like a Star"                           | Jako hvězda             | 7.    | 56   |
| 16     | Nizozemsko         | Nizozemština | Roel               | "Mijn ogen zeggen alles"                | Mé oči říkají vše       | 11.   | 23   |

## Ostatní státy
- Slovensko &  Německo – obě země měly v plánu se účastnit soutěže, spolu s dalšími 13 zeměmi, ale byly nakonec nahrazeny Polskem, Kyprem a Běloruskem
- Finsko – Finská stanice Yle měla velký zájem o účast, ale nakonec se neúčastnila

## Komentátoři a vysílání
- Řecko - Masa Fasoula & Nikos Frantseskakis (ERT)
- Norsko - Stian Barnses Simonsen (NRK1)
- Španělsko - Fernando Argenta (TVE1)
- Belgie - Isle van Hocke & Bart Peeters (VRT 1TV)
- Belgie - Corinne Boulangier (RTBF La Deux)
- Spojené království - Mark Durden-Smith & Tara Palmer-Tonkinson (ITV)
- Dánsko - Nicolai Molbech (DR1)
- Švédsko - Victoria Dyring (STV1)
- Nizozemsko - Jarosław Kulczycki (TVP2)
- Makedonie - Milanka Rašik (MTV1)

### Nezúčastněné země
- Austrálie (SBS)
- Estonsko (ETV)
- Finsko - Henna Vänninen & Olavi Uusivirta (Yle)
- Německo (KIKA)
- Srbsko a Černá Hora (RTS/RTCG)